# Campionati del mondo di mountain bike - Dual slalom maschile
Il dual slalom maschile era una delle prove inserite nel programma dei campionati del mondo di mountain bike. Si corse solo nelle edizioni 2000 e 2001, venendo quindi sostituito dalla prova di four-cross.

## Albo d'oro
Aggiornato all'edizione 2001.
| Anno | Vincitore   | Secondo       | Terzo            |
| ---- | ----------- | ------------- | ---------------- |
| 2000 | Wade Bootes | Brian Lopes   | Mickael Deldycke |
| 2001 | Brian Lopes | Cédric Gracia | Wade Bootes      |

## Medagliere
| Pos.   | Nazione     | Oro | Argento | Bronzo | Totale |
| ------ | ----------- | --- | ------- | ------ | ------ |
| 1      | Stati Uniti | 1   | 1       | 0      | 2      |
| 2      | Australia   | 1   | 0       | 1      | 2      |
| 3      | Francia     | 0   | 1       | 1      | 2      |
| Totale | Totale      | 2   | 2       | 2      | 6      |

| Pos. | Atleta           | Oro | Argento | Bronzo | Totale |
| ---- | ---------------- | --- | ------- | ------ | ------ |
| 1    | Brian Lopes      | 1   | 1       | 0      | 2      |
| 2    | Wade Bootes      | 1   | 0       | 1      | 2      |
| 3    | Cédric Gracia    | 0   | 1       | 0      | 1      |
| 4    | Mickael Deldycke | 0   | 0       | 1      | 1      |